# Merzifon
Merzifon är en stad i provinsen Amasya i norra Turkiet. Folkmängden uppgick till 61 376 invånare i slutet av 2021.